# Albert Piatra
Albert Piatra (deutsch: Albertstein) ist ein Ort im Kreis Suceava in Rumänien. 

## Bevölkerung
Albert Piatra leidet unter starker Bevölkerungsverlusten, da seit der Wirtschaftskrise 1993 mehr als jeder Vierte abgewandert ist. Im Mai 1998 wanderten die letzten fünf Bukowinadeutschen in ihr Herkunftsland aus. Der Ort hat heute noch 70 Einwohner. Der Ort ist 15 km2 groß und gehört zur Stadt Solca.

## Geschichte
1578 wurde Albertstein zum ersten Mal schriftlich unter dem Namen "Albersteig" erwähnt. 1940 hatte der Ort 4000 Einwohner, darunter 3970 Bukowinadeutsche. Nach 1944 wurden die Deutschen bis auf 4 Personen, die bis 1949 versteckt wurden, vertrieben. Außerdem kamen 77 Rumänen und 13 Ukrainer in das Dorf. Nach der Vertreibung standen über 200 Häuser leer, die 1946 gesprengt wurden. 

## Verwaltung
Seit 2007 ist Irina Lecovin Bürgermeisterin.